# Maruta 454

Maruta 454 est un manhua écrit par l’auteur québécois Paul-Yanic Laquerre et dessiné par les artistes chinois Pastor et Song Yang. Il est édité en France par Xiao Pan et est inédit en Chine.

## Synopsis
Maruta 454 raconte l'histoire véridique vécue, en septembre 1934, par une douzaine de prisonniers chinois de l'unité Tōgō, la forteresse de Zhongma selon l'appellation chinoise. Cette unité de recherche bactériologique a été implantée au Manchukuo par le médecin japonais Shirō Ishii à Beiyinhe, près de Harbin. 
Inspiré à la fois du témoignage de Ziyang Wang, l’un des douze rescapés des expériences menées par Ishii sur des cobayes humains, et de celui de Zemin Wu, le villageois qui lui est venu en aide, ce manhua raconte les sévices subis par ces captifs et leur évasion, la seule à s’être produite au cours des quatorze années d’existence du réseau du « démon de Mandchourie ».